# Allium aroides
Allium aroides är en amaryllisväxtart som beskrevs av Mikhail Grigoríevič Popov och Aleksei Ivanovich Vvedensky. Allium aroides ingår i släktet lökar, och familjen amaryllisväxter. Inga underarter finns listade i Catalogue of Life.